# Kali Rocha
Kali Michele Rocha (Memphis, 5 dicembre 1971) è un'attrice statunitense.

## Biografia
Kali nasce a Memphis nel Tennessee e cresciuta in Providence, Rhode Island. Nel 1993 si diploma alla Carnegie Mellon School of Drama. 
Kali esordisce sul grande schermo a 25 anni nel film La seduzione del male con Winona Ryder. L'anno seguente partecipa a tre puntate della serie americana Liberty! The American Revolution. Il vero successo arriva solo nel 2000 quando interpreta il ruolo di una buffa addetta d'aeroporto nel film Ti presento i miei. Il grande successo riscosso dal personaggio porta gli autori a scritturarla anche per il sequel 4 anni dopo Mi presenti i tuoi?. 
Intanto inizia a recitare in vari telefilm, senza mai trovare però un ruolo fisso. Tra il 2000 e il 2002 registra ben 7 episodi della serie Buffy l'ammazzavampiri. Nel 2003 è in Will & Grace e nel 2005 in Law & Order. Nel 2006 appare in un episodio di Grey's Anatomy con il ruolo della dottoressa Sydney Heron. Il personaggio è piaciuto e Kali continua a recitare il ruolo della Heron anche per il resto della serie e nella serie successiva, per un totale di 8 episodi. Trta il 2013 e il 2017 interpreta Karen, la madre delle due protagoniste, nella serie televisiva Liv e Maddie.

## Vita privata
Dal 2006 è sposata con l'attore Michael Krikorian da cui ha avuto due figli: Barlow Aix (2008) e Savria Dune (2011).

## Filmografia

### Attrice

#### Cinema
- La seduzione del male (The Crucible), regia di Nicholas Hytner (1996)
- L'oggetto del mio desiderio (The Object of My Affection), regia di Nicholas Hytner (1998)
- Autumn in New York, regia di Joan Chen (2000)
- Ti presento i miei (Meet the Parents), regia di Jay Roach (2000)
- White Oleander, regia di Peter Kosminsky (2002)
- Gods and Generals, regia di Ronald F. Maxwell (2003)
- Stuck, regia di Clark Harris (2004) - cortometraggio
- Mi presenti i tuoi? (Meet the Fockers), regia di Jay Roach (2004)
- Sledge: The Untold Story, regia di Brad Martin (2005)
- 29th and Gay, regia di Carrie Preston (2005)
- Bam Bam and Celeste, regia di Lorene Machado (2005)
- Seagull, regia di Louis Nader (2005)
- Il fascino di Grace (East Broadway), regia di Fay Ann Lee (2006)
- Ira & Abby, regia di Robert Cary (2006)
- Dead Write, regia di Michael Connell (2007)
- Ripple Effect, regia di Philippe Caland (2007)
- La sposa fantasma (Over Her Dead Body), regia di Jeff Lowell (2008)
- Ready? OK!, regia di James Vasquez (2008)
- John's Hand, regia di Catherine Butterfield (2008) - cortometraggio
- TiMER, regia di Jac Schaeffer (2008)
- Stolen - Rapiti (Stolen Lives), regia di Anders Anderson (2008)
- Mr. Stache, regia di Jac Schaeffer (2011) - cortometraggio
- Serenity House, regia di Judd Pillot (2011) - cortometraggio
- Brake - Fino all'ultimo respiro (Brake), regia di Gabe Torres (2012)
- Space Station 76, regia di Jack Plotnick (2014)
- The Loft, regia di Erik Van Looy (2014)
- Lend a Hand for Love, regia di John Alan Thompson (2016) - cortometraggio

#### Televisione
- Liberty! The American Revolution, regia di Ellen Hovde e Muffie Meyer - miniserie TV, episodi 2, 3 e 5 (1997)
- Lettera d'amore (The Love Letter), regia di Dan Curtis - film TV (1998)
- When Billie Beat Bobby, regia di Jane Anderson - film TV (2001)
- Cursed - serie TV, episodio 1x14 (2001)
- Becker - serie TV, episodio 4x01 (2001)
- In tribunale con Lynn (Family Law) - serie TV, episodio 3x21 (2002)
- Buffy L'ammazzavampiri (Buffy the Vampire Slayer) - serie TV, 7 episodi (2000-2002)
- Hack - serie TV, episodio 1x10 (2002)
- Crossing Jordan - serie TV, episodio 2x20 (2003)
- Will & Grace - serie TV, episodio 6x09 (2003)
- Platonically Incorrect regia di Tom Shadyac - film TV (2003)
- Marito in prestito (Family Plan), regia di David S. Cass Sr. - film TV (2005)
- Senza traccia (Without a Trace) - serie TV, episodio 3x15 (2005)
- Teachers. - serie TV, 6 episodi (2006)
- Standoff - serie TV, episodio 1x04 (2006)
- Bones - serie TV, episodio 2x07 (2006)
- Grey's Anatomy - serie TV, 8 episodi (2006-2007)
- Law & Order - Unità vittime speciali (Law & Order: Special Victims Unit) - serie TV, episodio 8x15 (2007)
- Boston Legal - serie TV, episodio 3x23 (2007)
- The Call, regia di Michael Spiller - film TV (2007)
- Notes from the Underbelly - serie TV, episodio 2x05 (2008)
- Detective Monk (Monk) - serie TV, episodio 7x16 (2009)
- Sherry - serie TV, 13 episodi (2009)
- $#*! My Dad Says - serie TV, episodio 1x10 (2010)
- Drop Dead Diva - serie TV, episodio 3x09 (2011)
- The Exes - serie TV, episodio 1x05 (2011)
- Modern Family - serie TV, episodio 3x17 (2012)
- CSI - Scena del crimine (CSI: Crime Scene Investigation) - serie TV, episodio 12x20 (2012)
- Un cucciolo per due (Puppy Love), regia di Harvey Frost (2012)
- Bits and Pieces - film TV (2012)
- See Dad Run - serie TV, episodio 1x17 (2013)
- Liv e Maddie (Liv and Maddie) - serie TV, 80 episodi (2013-2017)
- Papà a tempo pieno (Man with a Plan) - serie TV, 37 episodi (2016-2019)

#### Videoclip
- Video Night, regia di Jim Hansen e Jack Plotnick (2010)

### Doppiatrice
- Buried - Sepolto (Buried ), regia di Rodrigo Cortés (2010)
- Harvey Girls per sempre! (Harvey Street Kids) - serie TV, episodio 2x02 (2019)

## Doppiatrici italiane
Nelle versioni in italiano dei suoi lavori, Kali Rocha è stata doppiata da:
- Rachele Paolelli in Autumn in New York, Detective Monk, Liv e Maddie
- Francesca Draghetti in Ti presento i miei, Mi presenti i tuoi?
- Antonella Baldini in Senza traccia, Grey’s Anatomy (st. 21)
- Laura Lenghi ne L'oggetto del mio desiderio
- Barbara Castracane in Buffy l'ammazzavampiri (st. 6-7)
- Barbara De Bortoli in White Oleander
- Roberta Greganti in Grey's Anatomy (st. 2-4)
- Alessandra Korompay ne La sposa fantasma
- Giovanna Martinuzzi in CSI - Scena del crimine
- Anna Cugini in Space Station 76
- Federica D'Amico in The Loft